# Флорес Окаранса, Луис Энрике
Лу́ис Энри́ке Фло́рес Окара́нса (исп. Luis Enrique Flores Ocaranza; род. 16 июня 1961 года в Мехико, Мексика) — мексиканский футболист, нападающий. Известен по выступлениям за клуб УНАМ Пумас и сборную Мексики. Участник чемпионата мира 1986 года. Брат Игнасио Флореса, также игрока сборной Мексики.

## Клубная карьера
Флорес начал карьеру в клубе УНАМ Пумас. В 1979 году он дебютировал за основной состав в мексиканской Примере. В 1980 году Луис стал обладателем Кубка чемпионов КОНКАКАФ и Межамериканского кубка, а через год выиграл чемпионат Мексики. В 1982 году Флорес стал двукратным обладателем Кубка чемпионов КОНКАКАФ.
В 1986 году он перешёл в хихонский «Спортинг». В Испании Флорес отыграл сезон после чего вернулся в родной «Пумас». В 1988 году Луис стал лучшим бомбардиром Примеры и стал снова востребован на испанском рынке. Летом того же года «Валенсия», выкупила его трансфер. В новой команде его рассматривали, как главную ударную силу, но смотря на постоянное место в основе Флорес забил всего шесть мячей. По окончании сезона он вернулся на родину, где довольно результативно провёл несколько сезонов в составах «Крус Асуль» и «Атласа». В 1993 году Луис перешёл в «Гвадалахару», где и завершил карьеру через два года.

## Международная карьера
29 ноября 1983 года в товарищеском матче против сборной Мартиники Флорес дебютировал за сборную Мексики. В этой же встрече он забил свои первые голы за национальную команду сделав покер.
В 1986 году Луис попал в заявку сборной на участие в домашнем Чемпионате мира. На турнире он сыграл в поединках против сборных Ирака, Парагвая и Бельгии. В поединке против парагвайцев он забил гол.
В 1993 году Флорес стал бронзовым призёром Кубка Америки.

### Голы за сборную Мексики
| #   | Дата             | Место                               | Противник                     | Счёт | Соревнование                          |
| --- | ---------------- | ----------------------------------- | ----------------------------- | ---- | ------------------------------------- |
| 01. | 29 ноября 1983   | Фор-де-Франс, Мартиника             | Мартиника                     | 4:4  | Товарищеский матч                     |
| 02. | 29 ноября 1983   | Фор-де-Франс, Мартиника             | Мартиника                     | 4:4  | Товарищеский матч                     |
| 03. | 29 ноября 1983   | Фор-де-Франс, Мартиника             | Мартиника                     | 4:4  | Товарищеский матч                     |
| 04. | 29 ноября 1983   | Фор-де-Франс, Мартиника             | Мартиника                     | 4:4  | Товарищеский матч                     |
| 05. | 6 декабря 1983   | Ирапуато, Мексика                   | Канада                        | 5:0  | Товарищеский матч                     |
| 06. | 6 декабря 1983   | Ирапуато, Мексика                   | Канада                        | 5:0  | Товарищеский матч                     |
| 07. | 18 сентября 1984 | Монтеррей, Мексика                  | Аргентина                     | 1:1  | Товарищеский матч                     |
| 08. | 4 декабря 1984   | Лос-Анджелес, США                   | Эквадор                       | 3:2  | Товарищеский матч                     |
| 09. | 5 февраля 1985   | Керетаро, Мексика                   | Польша                        | 5:0  | Товарищеский матч                     |
| 10. | 9 июня 1985      | Мехико, Мексика                     | Англия                        | 1:0  | Кубок Мехико 1985                     |
| 11. | 15 июня 1985     | Мехико, Мексика                     | ФРГ                           | 2:0  | Кубок Мехико 1985                     |
| 12. | 25 августа 1985  | Лос-Анджелес, США                   | Чили                          | 2:1  | Товарищеский матч                     |
| 13. | 15 октября 1985  | Сана, Йеменская Арабская Республика | Йеменская Арабская Республика | 0:2  | Товарищеский матч                     |
| 14. | 20 октября 1985  | Каир, Египет                        | Египет                        | 1:2  | Товарищеский матч                     |
| 15. | 2 декабря 1985   | Лос-Анджелес, США                   | Южная Корея                   | 2:1  | Товарищеский матч                     |
| 16. | 2 декабря 1985   | Лос-Анджелес, США                   | Южная Корея                   | 2:1  | Товарищеский матч                     |
| 17. | 15 февраля 1986  | Сан-Хосе, США                       | ГДР                           | 2:1  | Товарищеский матч                     |
| 18. | 27 апреля 1986   | Мехико, Мексика                     | Канада                        | 3:0  | Товарищеский матч                     |
| 19. | 7 июня 1986      | Мехико, Мексика                     | Парагвай                      | 1:1  | Чемпионат мира 1986                   |
| 20. | 12 декабря 1987  | Санта-Ана, США                      | Гайана                        | 9:0  | Товарищеский матч                     |
| 21. | 13 января 1988   | Сан-Педро-Сула, Гондурас            | Гондурас                      | 1:0  | Товарищеский матч                     |
| 22. | 3 февраля 1988   | Толука-де-Лердо, Мексика            | Гватемала                     | 2:1  | Товарищеский матч                     |
| 23. | 14 февраля 1988  | Гватемала, Гватемала                | Гватемала                     | 3:0  | Товарищеский матч                     |
| 24. | 10 мая 1990      | Ванкувер, Канада                    | США                           | 1:0  | Североамериканский кубок 1990         |
| 25. | 13 мая 1990      | Ванкувер, Канада                    | Канада                        | 1:2  | Североамериканский кубок 1990         |
| 26. | 11 апреля 1993   | Мехико, Мексика                     | Гондурас                      | 3:0  | Чемпионат мира 1994 отборочный турнир |
| 27. | 13 апреля 1993   | Мехико, Мексика                     | Канада                        | 4:0  | Чемпионат мира 1994 отборочный турнир |
| 28. | 2 мая 1993       | Тегусигальпа, Гондурас              | Гондурас                      | 1:4  | Чемпионат мира 1994 отборочный турнир |
| 29. | 10 июня 1993     | Мехико, Мексика                     | Парагвай                      | 3:1  | Товарищеский матч                     |

## Достижения
Командные
 УНАМ Пумас
- Чемпионат Мексики по футболу — 1980/1981
- Обладатель Кубка чемпионов КОНКАКАФ — 1980
- Обладатель Кубка чемпионов КОНКАКАФ — 1982
- Обладатель Межамериканского кубка — 1980

Международные
 Мексика
- Кубок Америки по футболу — 1993

Индивидуальные
- Лучший бомбардир мексиканской Примеры — 1988